# Anatoli Gerassimow
Anatoli Gerassimow, russisch Анатолий Герасимов, (* 1945 in Moskau; † 25. April 2013) war ein russischer Jazzmusiker (Saxophon, Flöte), Komponist und Arrangeur.

## Leben
Anatoli Gerassimow begann seine Karriere in verschiedenen Moskauer Jazzbands, wie den Bigbands von Anatoli Kroll, Jurij Saulsky, Boris Pischkow und Eddie Rosner. 1973 emigrierte er in die Vereinigten Staaten, wo er mit Musikern wie Tony Scott arbeitete und Mitglied im Duke Ellington Orchestra unter Leitung von Mercer Ellington wurde (Continuum, 1975). In den folgenden Jahren schrieb er Musik für Theater und Film, darunter für Liquid Sky (1983), einen Science-Fiction-Film des russischstämmigen Regisseurs Slava Tsukerman. Anfang der 1980er-Jahre zog er nach Paris, bevor er dann 1997 nach Russland zurückkehrte. Dort arbeitete er mit eigenen Bands und mit Wladimir Iwanow, mit dem 2009 letzte Aufnahmen entstanden (Ornithology Pilgrimage). Im Bereich des Jazz war er zwischen 1975 und 2009 an neun Aufnahmesessions beteiligt.

## Diskographische Hinweise
- Time Flies (1987), mit Marc Cohen, Ted Lo, Boris Lebedinsky, Leo Traversa, Yossi Fine, Ricky Sebastian, Guilherme Franco, Arto Tuncboyaci, Steve Thornton
- Yes! Anatole Gerasimou [sic] (2000), mit Yury Pogiba, Anton Reunyuk, Dmitry Sevastianov
- Live in „Olimpiada 80“ (Cantaloop, 2009), mit Nikolay Sarabianov, Anton Revnuk, Alexey Kravcov, Vlad Okunev, Vardan Babayan